# Thiodène
Le thiodène est de l'amidon mélangé à de l'urée. Généralement, il est utilisé en fin de titrage pour mettre en évidence l'apparition ou la disparition complète du diiode. Si du diiode est présent dans la solution, le complexe amidon-diiode prend une teinte bleu foncé.
L'amidon est une longue molécule dont la disposition dans l'espace forme une sorte de gaine, ou d'hélice, du même type que l'ADN ou des protéines. Le centre de la gaine étant creuse, la molécule I2 va pouvoir s'y insérer. Il se forme alors un complexe amidon-iode, qui possède une couleur bleue intense. On peut noter que ce complexe amidon-iode est beaucoup plus foncé que le diiode dont il dérive. Même en présence de traces infimes de diiode, insuffisantes pour colorer en brun la solution, l'ajout d'amidon fait prendre à la solution une teinte bleue très intense. Ce complexe n'étant pas stable, si l'on titre le diiode en ajoutant du thiosulfate par exemple, le diiode emprisonné dans l'amidon se libère.
Le thiodène se présente sous forme d'une poudre avec un point de fusion de 129 à 133 °C et ininflammable. Il faut éviter de respirer les poussières du produit et ne pas le verser ou jeter dans les égouts ni dans les cours d'eau .